# 시마타카마쓰역
시마타카마쓰역(일본어: 島高松駅)은 일본 나가노현 마쓰모토시에 위치한 동일본 여객철도 오이토 선의 철도역이다. 역 번호는 39번이며, 단선 승강장 1면 1선의 구조를 갖춘 지상역이다.

## 이용 현황
| 승차 인원 추이 | 승차 인원 추이 |
| 연도           | 1일 평균       |
| -------------- | -------------- |
| 2007           | 249            |
| 2010           | 273            |
| 2011           | 274            |

## 역 주변
- 국도 제147호선

## 역사
- 1926년 4월 14일 : 시나노 철도의 역으로서 개업. 여객 영업만.
- 1937년 6월 1일 : 시나노 철도의 국유화.
- 1960년 9월 : 마쓰모토 역 - 시나노오마치역 간의 화물 열차를 전철화.
- 1987년 4월 1일 : 일본국유철도 분할 민영화에 의해, 동일본 여객철도가 승계.

## 인접 역
| 동일본 여객철도 오이토 선 | 동일본 여객철도 오이토 선 | 동일본 여객철도 오이토 선                    |
| ------------------------- | ------------------------- | -------------------------------------------- |
| 40 시마우치 마쓰모토 방면 | ■ 오이토 선               | 아즈사바시 38 미나미오타리 · 이토이가와 방면 |